# حر بن عبدالرحمن الثقفی
حر بن عبدالرحمن الثقفی (عربی: الحر بن عبد الرحمن الثقفي) چهارمین والی اندلس (۷۱۶–۷۱۹) بوده است.
وی اولین فرمانده مسلمانی بود که از رشته‌کوه پیرنه عبور کرد و به منطقه سپتیمانیا در جنوب فرانسه امروزی حمله ناموفقی انجام داد و پس از آن در سال ۷۱۹ از حکومت عزل شد.